# Tracie Chima Utoh
Tracie Chima Utoh, còn được gọi là Tracie Utoh-Ezeajugh, là một nhà viết kịch người Nigeria và Giáo sư Thiết kế Phim và Sân khấu tại Đại học Nnamdi Azikiwe. Năm 2015, cô là thành viên tổng thống của ACLS/ASA, một chương trình mời "các học giả xuất sắc ở châu Phi" tham dự hội nghị thường niên của Hiệp hội nghiên cứu châu Phi và dành một tuần tại một tổ chức của Mỹ trước hội nghị.
Chuyên ngành học thuật của cô là nghiên cứu về việc sử dụng trang phục, trang điểm và nghệ thuật cơ thể, "cả về nghệ thuật và trợ giúp để thể hiện trên sân khấu và trong phim".
NE Izuu, viết trong Creative Artist: Tạp chí Nhà hát và Nghiên cứu Truyền thông cho biết Utoh "thể hiện một tuyên ngôn sâu sắc đối với việc nhắc lại kích động nhân văn (chứ không phải là nữ quyền) nhằm mục đích nhấn mạnh lại văn học đối với các hiện tượng suy nhược trong xã hội đương đại ngoài việc ghi lại các tranh chấp giới tính ".

## Ấn phẩm chọn lọc

### Vở kịch
- Ai sở hữu chiếc quan tài này?: và các vở kịch khác (1999, Jos, Nigeria: Ấn phẩm Sweetop) [5]
- Vợ của chúng tôi đã phát điên trở lại! và các vở kịch khác (2001, Awka, Anambra State [Nigeria]: Quán rượu hợp lệ. Công ty (Nig.) Ltd; ISBN 9789780490355
- Nneora: ngôi nhà của búp bê châu Phi (2005, Awka: Hợp tác xuất bản hợp lệ; ISBN 9789780667153)

### Bài viết khác
- Nhân văn và toàn cầu hóa trong thiên niên kỷ thứ 3 do ABC Chiegboka, Tracie Chima Utoh và GI Ukechukwu biên soạn (2010, Nimo, Nigeria: Rex Charles & Patrick; ISBN 9789784993234)